# Свириденко Вадим Васильович
Вади́м Васи́льович Свириденко — військовий фельдшер, сержант Збройних сил України, учасник російсько-української війни.
Уповноважений Президента з питань реабілітації учасників АТО (з 1 грудня 2016 року по 22 листопада 2018 року).
Уповноважений Президента України з питань реабілітації учасників бойових дій.

## Короткий життєпис
Закінчив медичне училище, відслужив строкову службу, працював фельдшером в психіатричній лікарні ім. Павлова. Закінчив інститут, здобув професію економіста, одружився. Займався збутом та маркетингом газети в одній із друкарень.
Мобілізований влітку 2014 року. Як військовий медик, брав участь у боях за Щастя та Дебальцеве в складі 128-ї бригади. В одному з боїв під Дебальцевим — намагалися вивести з оточення вояків на блокпосту «Балу» — зазнав поранення — потрапив у зону вибухової хвилі снаряда танка. Евакуаційна команда 16 лютого 2015 року зазнала обстрілу терористів, вцілілі бійці перебралися на «Урал», котрий згодом потрапив на міну. На 20-градусному морозі три дні переховувався без харчування; три побратими, поранені, замерзли. 19 січня потрапив до полону «ДНР» — терористи попередньо розстріляли підбиту техніку, у Донецьку йому надали першу медичну допомогу. Переданий українській стороні з обмороженнями 4-го ступеня, сепсисом.
Оперований, втратив кисті та стопи. Навчився ходити на протезах і користуватися штучними руками, які йому виготовили та прилаштували у США.
Після 8-місячного лікування у США перебував у львівському військовому госпіталі на реабілітації, повністю опанував себе, може бігати та підіймати штангу. У 2016 році Вадим Свириденко представляв Україну на 41 марафоні Морської піхоти США у Вашингтоні, де став призером, пробігши 10 км.
Указом Президента України від 1 грудня 2016 року Свириденка призначено на посаду уповноваженого з питань реабілітації учасників АТО.
У вересні 2017 року на Іграх нескорених 2017, що проходили у Торонто, здобув бронзову нагороду у змаганнях із веслування на тренажерах.
22 листопада 2018 року призначений Уповноваженим Президента України у справах реабілітації учасників бойових дій.
23 травня 2019 року перепризначений на займану посаду Президентом України Володимиром Зеленським.

## Сім'я
Вдруге одружений, виховують двох доньок.

## Нагороди
За особисту мужність, сумлінне та бездоганне служіння Українському народові, зразкове виконання військового обов'язку відзначений — нагороджений:
- 10 жовтня 2015 року — орденом «За мужність» III ступеня.
- Орден «Народний Герой України»
- Орден «За заслуги» III ступеня